# Masaaki Higashiguchi
Masaaki Higashiguchi (東口 順昭?, Higashiguchi Masaaki; Osaka, 12 maggio 1986) è un calciatore giapponese, portiere del Gamba Osaka.
Con la nazionale giapponese è stato vicecampione d'Asia nel 2019.

## Carriera

### Club

#### Albirex Niigata
Debutta in campionato il 13 marzo 2010 contro il Júbilo Iwata, dove entra al 75º minuto per sostituire l’infortunato Takaya Kurokawa tra i pali della porta; dopo soli 4 minuti subisce un gol realizzato di testa da parte del difensore Daisuke Nasu, che ha portato il risultato in parità (1-1). Da qui in avanti è divenuto il portiere principale della squadra di Niigata, nonostante la sua giovane età. Il 17 ottobre 2010 riceve la sua prima ammonizione al 38º ad una partita contro il Nagoya Grampus; la partita finì 4-1 per l'Albirex Niigata. Sempre col Nagoya Grampus, il 7 dicembre 2013, gioca senza subire reti la sua ultima gara con la divisa dell’Albirex Niigata.

#### Gamba Osaka

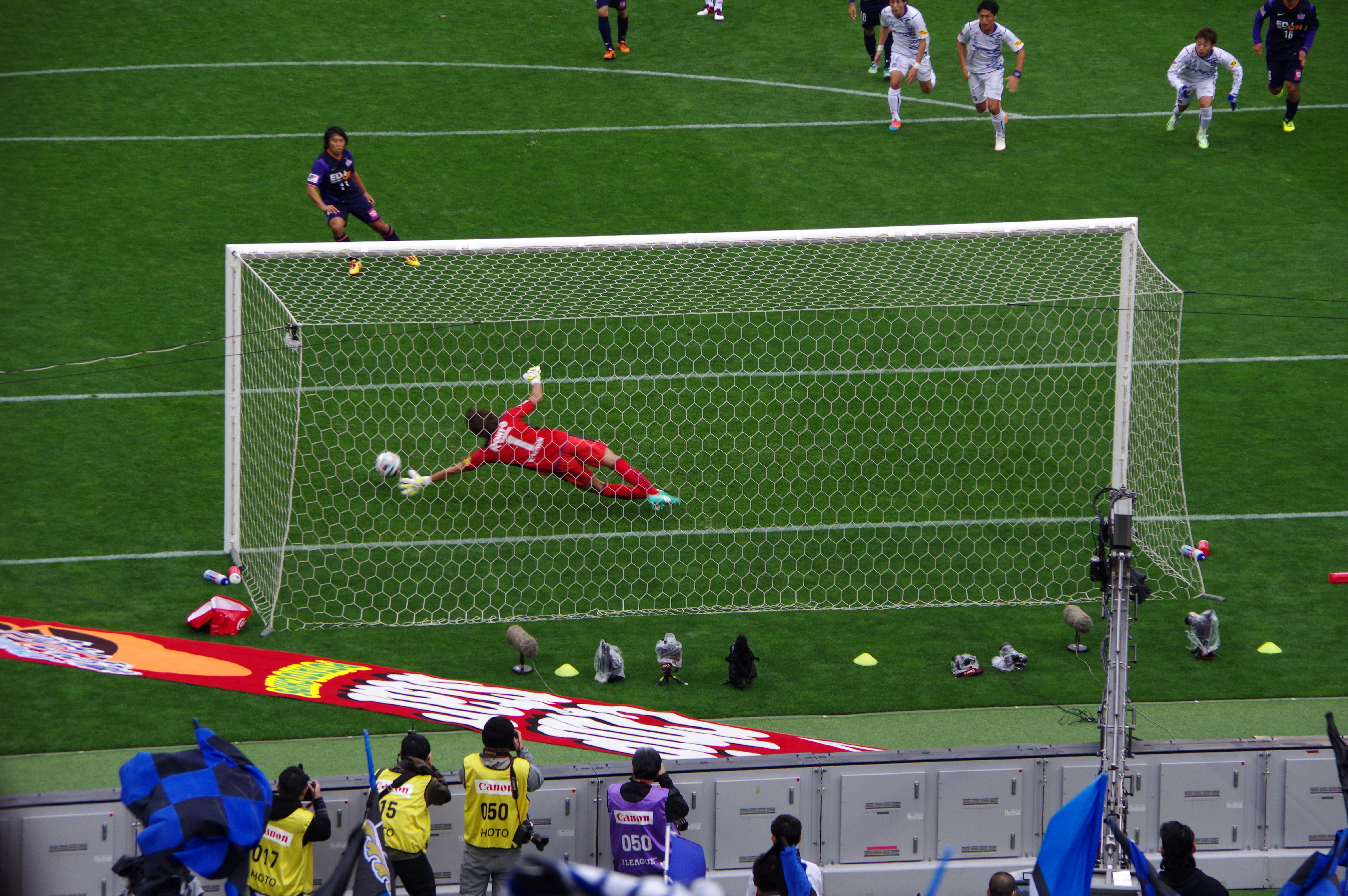
Higashiguchi in azione ad un calcio di rigore contro il Sanfrecce Hiroshima, nel 2014

Dopo 13 anni torna a vestire i colori del Gamba Osaka, poiché il club nero-blu di Suita ha pagato circa un milione di Euro per riavere il portiere, originario proprio di Osaka. Esordisce con il Gamba Osaka il 1º marzo 2014 contro gli Urawa Red Diamonds, dove perdono 1-0 in seguito alla rete di Tomoaki Makino.
Col Gamba Osaka ha vinto nel 2014 il campionato nipponico, la Coppa Yamazaki Nabisco, così come la Coppa dell'Imperatore; per di più, nel 2015, ha vinto la Supercoppa giapponese e nuovamente la Coppa dell'Imperatore.
Per tre anni di fila (2014, 2015 e 2016), gioca tutte le partite di campionato con la maglia del Gamba Osaka, dove è stato sin dall'inizio il primo portiere. Con la maglia del Gamba Osaka colleziona, finora nella Champions League asiatica (2015 e 2016) 17 presenze. È ancora tuttora il portiere principale del club nero-blu.

### Nazionale
Viene chiamato per la prima volta in Nazionale a giugno 2011 per le partite di Kirin Cup contro il Perù e la Repubblica Ceca da Alberto Zaccheroni, che però quest'ultimo lo lascia in panchina con l'altro portiere Shūsaku Nishikawa; in quelle due partite in porta c'era l'esperto Eiji Kawashima.
È stato chiamato nella selezione giapponese da Javier Aguirre per disputare la Coppa d'Asia 2015 che si è giocata in Australia, dove però non trova spazio nella rosa dei Samurai Blue, in quanto era terzo portiere.
Il 9 agosto 2015, riesce a debuttare in Nazionale, in una partita di coppa contro la Cina, giocata a Wuhan; subisce solo un gol da parte di Wu Lei.
Il 24 marzo 2016 gioca una partita di qualificazione per i Mondiali 2018, che si sono giocati in Russia, contro l'Afghanistan, svolta, invece, a Saitama, senza subire reti.
Viene poi convocato per i Mondiali 2018, dove tuttavia non scende mai in campo in quanto è stato il secondo di Kawashima.
Dopo il Mondiale russo, diviene in un primo momento il primo portiere della Nazionale, rimpiazzando Eiji Kawashima, però successivamente perde sempre più spazio nella rosa nipponica, dal momento che Shūichi Gonda viene preferito a lui.

## Statistiche

### Presenze e reti nei club
Statistiche aggiornate all'8 dicembre 2024.
| Stagione               | Club                             | Campionato             | Campionato | Campionato | Coppe nazionali | Coppe nazionali | Coppe nazionali | Coppe continentali | Coppe continentali | Coppe continentali | Altre coppe | Altre coppe | Altre coppe | Totale | Totale |
| Stagione               | Club                             | Comp                   | Pres       | Reti       | Comp            | Pres            | Reti            | Comp               | Pres               | Reti               | Comp        | Pres        | Reti        | Pres   | Reti   |
| ---------------------- | -------------------------------- | ---------------------- | ---------- | ---------- | --------------- | --------------- | --------------- | ------------------ | ------------------ | ------------------ | ----------- | ----------- | ----------- | ------ | ------ |
| 2006                   | Fukui University of Technology   | -                      | -          | -          | CG              | 1               | -4              | -                  | -                  | -                  | -           | -           | -           | 1      | -4     |
| 2008                   | Niigata University of Management | -                      | -          | -          | CG              | 1               | -5              | -                  | -                  | -                  | -           | -           | -           | 1      | -5     |
| 2009                   | Albirex Niigata                  | J1                     | 0          | 0          | CG+CdL          | 0+1             | 0 + -5          | -                  | -                  | -                  | -           | -           | -           | 1      | -5     |
| 2010                   | Albirex Niigata                  | J1                     | 25         | -31        | CG+CdL          | 2+5             | -2 + -1         | -                  | -                  | -                  | -           | -           | -           | 32     | -34    |
| 2011                   | Albirex Niigata                  | J1                     | 14         | -17        | CdL             | 0               | 0               | -                  | -                  | -                  | -           | -           | -           | 14     | -17    |
| 2012                   | Albirex Niigata                  | J1                     | 24         | -23        | CG+CdL          | 0+4             | 0 + -2          | -                  | -                  | -                  | -           | -           | -           | 28     | -25    |
| 2013                   | Albirex Niigata                  | J1                     | 21         | -23        | CG+CdL          | 1+0             | -1+0            | -                  | -                  | -                  | -           | -           | -           | 22     | -24    |
| Totale Albirex Niigata | Totale Albirex Niigata           | Totale Albirex Niigata | 84         | -94        |                 | 13              | -11             |                    | -                  | -                  |             | -           | -           | 97     | -105   |
| 2014                   | Gamba Osaka                      | J1                     | 34         | -31        | CG+CdL          | 6+10            | -5 + -11        | -                  | -                  | -                  | -           | -           | -           | 50     | -47    |
| 2015                   | Gamba Osaka                      | J1                     | 34+3       | -36 + -5   | CG+CdL          | 4+1             | -2 + -3         | ACL                | 12                 | -14                | SG+SBC      | 1+0         | 0           | 55     | -60    |
| 2016                   | Gamba Osaka                      | J1                     | 34         | -42        | CG+CdL          | 0+1             | 0 + -1          | ACL                | 5                  | -7                 | SG          | 1           | -3          | 41     | -53    |
| 2017                   | Gamba Osaka                      | J1                     | 33         | -40        | CG+CdL          | 2+0             | -3+0            | ACL                | 6                  | -12                | -           | -           | -           | 41     | -55    |
| 2018                   | Gamba Osaka                      | J1                     | 29         | -42        | CG+CdL          | 0+3             | 0 + -6          | -                  | -                  | -                  | -           | -           | -           | 32     | -48    |
| 2019                   | Gamba Osaka                      | J1                     | 34         | -48        | CG+CdL          | 2+6             | -3 + -6         | -                  | -                  | -                  | -           | -           | -           | 42     | -57    |
| 2020                   | Gamba Osaka                      | J1                     | 34         | -42        | CG+CdL          | 2+1             | -1 + -1         | -                  | -                  | -                  | -           | -           | -           | 37     | -44    |
| 2021                   | Gamba Osaka                      | J1                     | 38         | -49        | CG+CdL          | 1+2             | -2 + -4         | ACL                | 4                  | -5                 | SG          | 1           | -3          | 46     | -63    |
| 2022                   | Gamba Osaka                      | J1                     | 19         | -24        | CG+CdL          | 1+0             | -2+0            | -                  | -                  | -                  | -           | -           | -           | 20     | -26    |
| 2023                   | Gamba Osaka                      | J1                     | 23         | -39        | CG+CdL          | 0+6             | 0 + -7          | -                  | -                  | -                  | -           | -           | -           | 29     | -46    |
| 2024                   | Gamba Osaka                      | J1                     | 0          | 0          | CG+CdL          | 1+0             | 0               | -                  | -                  | -                  | -           | -           | -           | 1      | 0      |
| Totale Gamba Osaka     | Totale Gamba Osaka               | Totale Gamba Osaka     | 315        | -398       |                 | 49              | -57             |                    | 27                 | -38                |             | 3           | -6          | 394    | -499   |
| Totale carriera        | Totale carriera                  | Totale carriera        | 399        | -492       |                 | 64              | -77             |                    | 27                 | -38                |             | 3           | -6          | 493    | -613   |

### Cronologia presenze e reti in nazionale
| Cronologia completa delle presenze e delle reti in nazionale ― Giappone | Cronologia completa delle presenze e delle reti in nazionale ― Giappone | Cronologia completa delle presenze e delle reti in nazionale ― Giappone | Cronologia completa delle presenze e delle reti in nazionale ― Giappone | Cronologia completa delle presenze e delle reti in nazionale ― Giappone | Cronologia completa delle presenze e delle reti in nazionale ― Giappone | Cronologia completa delle presenze e delle reti in nazionale ― Giappone | Cronologia completa delle presenze e delle reti in nazionale ― Giappone |
| Data                                                                    | Città                                                                   | In casa                                                                 | Risultato                                                               | Ospiti                                                                  | Competizione                                                            | Reti                                                                    | Note                                                                    |
| ----------------------------------------------------------------------- | ----------------------------------------------------------------------- | ----------------------------------------------------------------------- | ----------------------------------------------------------------------- | ----------------------------------------------------------------------- | ----------------------------------------------------------------------- | ----------------------------------------------------------------------- | ----------------------------------------------------------------------- |
| 9-8-2015                                                                | Wuhan                                                                   | Cina                                                                    | 1 – 1                                                                   | Giappone                                                                | Coppa dell'Asia orientale 2015                                          | -1                                                                      |                                                                         |
| 24-3-2016                                                               | Saitama                                                                 | Giappone                                                                | 5 – 0                                                                   | Afghanistan                                                             | Qual. Mondiali 2018                                                     | -                                                                       |                                                                         |
| 10-10-2017                                                              | Yokohama                                                                | Giappone                                                                | 3 – 3                                                                   | Haiti                                                                   | Amichevole                                                              | -3                                                                      |                                                                         |
| 12-12-2017                                                              | Chōfu                                                                   | Giappone                                                                | 2 – 1                                                                   | Cina                                                                    | Coppa dell'Asia orientale 2017                                          | -1                                                                      |                                                                         |
| 12-6-2018                                                               | Innsbruck                                                               | Giappone                                                                | 4 – 2                                                                   | Paraguay                                                                | Amichevole                                                              | -1                                                                      | 46’                                                                     |
| 11-9-2018                                                               | Ōsaka                                                                   | Giappone                                                                | 3 – 0                                                                   | Costa Rica                                                              | Amichevole                                                              | -                                                                       |                                                                         |
| 16-10-2018                                                              | Saitama                                                                 | Giappone                                                                | 4 – 3                                                                   | Uruguay                                                                 | Amichevole                                                              | -3                                                                      |                                                                         |
| 22-3-2019                                                               | Yokohama                                                                | Giappone                                                                | 0 – 1                                                                   | Colombia                                                                | Amichevole                                                              | -1                                                                      |                                                                         |
| Totale                                                                  |                                                                         | Presenze                                                                | 8                                                                       |                                                                         | Reti                                                                    | -10                                                                     |                                                                         |

## Palmarès

### Club

#### Competizioni nazionali
- Coppa J. League: 1

Gamba Osaka: 2014
- Campionato giapponese: 1

Gamba Osaka: 2014
- Coppa dell'Imperatore: 2

Gamba Osaka: 2014, 2015
- Supercoppa del Giappone: 1

Gamba Osaka: 2015

### Nazionale
- Kirin Cup: 1

2011